# ماركوس كيلر (متزلج على الثلوج)
ماركوس كيلر هو متزلج على الثلوج سويسري، ولد في 6 ديسمبر 1982 في دافوس في سويسرا.

## وصلات خارجية
- ماركوس كيلر على موقع الاتحاد الدولي للتزلج (ركوب لوح الثلج) (الإنجليزية)
- ماركوس كيلر على موقع أوليمبيديا (الإنجليزية)